# Alfa Columbus
La Dini-Cellai, in seguito Fabbrica di gomma Fratelli Pasi, poi Columbus e, infine, Alfa Columbus è stata una delle maggiori realtà industriali di Lastra a Signa. È dal 2002 sede dell'Azienda USL Toscana Centro presidio "Alfa Columbus" distretto di Lastra a Signa.

## Storia

### Fondazione
L'Alfa Columbus sorse come azienda produttrice di ceramiche, statue e altri ornamenti con il nome di Dini-Cellai. Fu fondata appunto da Dini e Cellai intorno agli anni 20 a Ponte a Signa, frazione di Lastra a Signa, ed entrò successivamente a far parte del gruppo manifatturiero di terrecotte Atas.

### Sviluppo
Negli anni 30 in piena epoca fascista venne riconvertita alla produzione di cappelli di paglia e caschi coloniali per il regime.
Nel secondo dopoguerra passa ai fratelli Pasi che la convertirono in una fabbrica di gomma, specializzata nella produzione di pneumatici per macchine agricole e altri elementi per il fiorente settore automobilistico, con il nome di Columbus. In questo periodo l'azienda è la più grande realtà industriale nel territorio de Le Signe e protagonista di lotte operaie per la sicurezza sul lavoro, causa della grande percentuale di infortuni fra il personale.
Alla fine degli anni 60 l'azienda fallisce e viene rilevata dal gruppo Gover S.p.a. di Ugolino Ugolini specializzato in manufatti di gomma, una delle realtà industriali toscane più importanti del dopoguerra, col nome di Alfa Columbus. Tuttavia la crisi che colpì il settore in quegli anni portò ad un nuovo fallimento. Prima della chiusura definitiva dell'azienda ci fu anche un inutile tentativo di autogestione da parte degli operai.
Gli immobili vennero allora acquistati dall'amministrazione comunale.

## Situazione attuale
Nel 2002, a seguito di una riqualificazione degli edifici dell'ormai ex-fabbrica, progettata da Alfonso Stocchetti nello studio di complessi socio-sanitari e ospedalieri (1988-1994), il comune inaugura la nuova sede dell'ASL Alfa Columbus, distretto n° 8 Lastra a Signa, l'azienda sanitaria locale de Le Signe.